# Viscount Stuart of Findhorn

Wappen der Viscounts Stuart of Findhorn

Viscount Stuart of Findhorn, of Findhorn in the County of Moray, ist ein erblicher britischer Adelstitel in der Peerage of the United Kingdom.

## Verleihung und nachgeordnete Titel
Der Titel wurde am 20. November 1959 für den konservativen Unterhausabgeordneten Hon. James Stuart geschaffen. Dieser war der dritte Sohn des 17. Earl of Moray.
Heutiger Titelinhaber ist sein Enkel James Stuart als 3. Viscount.

## Liste der Viscounts Stuart of Findhorn (1959)
- James Stuart, 1. Viscount Stuart of Findhorn (1897–1971)
- David Stuart, 2. Viscount Stuart of Findhorn (1924–1999)
- James Stuart, 3. Viscount Stuart of Findhorn (* 1948)

Mutmaßlicher Titelerbe (Heir Presumptive) ist der Halbbruder des aktuellen Titelinhabers  Hon. Andrew Stuart (* 1957).